# Volkswagen Golf IV
Para una vista general de todas las generaciones. Véase Volkswagen Golf
El Volkswagen Golf IV, Golf Mk4 se refiere a la cuarta generación de este modelo de Volkswagen que ha estado en producción ininterrumpida desde 1998 hasta la llegada del Golf V en 2006. Al igual que las generaciones precedentes, el Golf IV marcó pautas en lo que a la calidad de ensamblado y materiales, así como por la incorporación de niveles de equipo superiores a los de la competencia, igualando en ocasiones el nivel de acabados con el Audi A3, hechos que consolidaron al Golf como la referencia de su segmento y el automóvil más vendido en su categoría en los mercados europeos.
En diciembre de 1997 sustituyó al Golf de tercera generación, mientras que en agosto de 2003 fue sustituido en el mercado alemán por la quinta generación. En Brasil el Golf IV se sometió a un rediseño, tras el cual continúa con su comercialización en Canadá (como la versión de entrada City Golf -no confundir con el Citi Golf de Sudáfrica-), simultáneamente con el Rabbit de quinta generación, igualmente este Golf IV rediseñado continuó en producción en Brasil hasta 2014. A diferencia de Brasil, y en el caso particular de China, la empresa FAW-Volkswagen sigue produciendo actualmente el Golf IV sin mayores cambios sobre el diseño original de 1997.

## Cronología en los mercados europeos
- 1997 Durante el mes de agosto se lleva a cabo la presentación del Golf IV con los siguientes motores disponibles:
  - 1.4 L 16 Válvulas (75 CV) a gasolina
  - 1.6 L 8V Válvulas (101 CV) a gasolina
  - 1.8 L 20 Válvulas (125 CV) a gasolina
  - 1.8 L 20 Válvulas Turbo (150 CV) a gasolina
  - 2.3 L VR5 10 Válvulas (150 CV),V5 20 Valvulas (170 CV) a gasolina
  - 1.9 L SDI (68 CV) a diésel
  - 1.9 L TDI (90 CV) a diésel
  - 1.9 L TDI (110 CV) a diésel

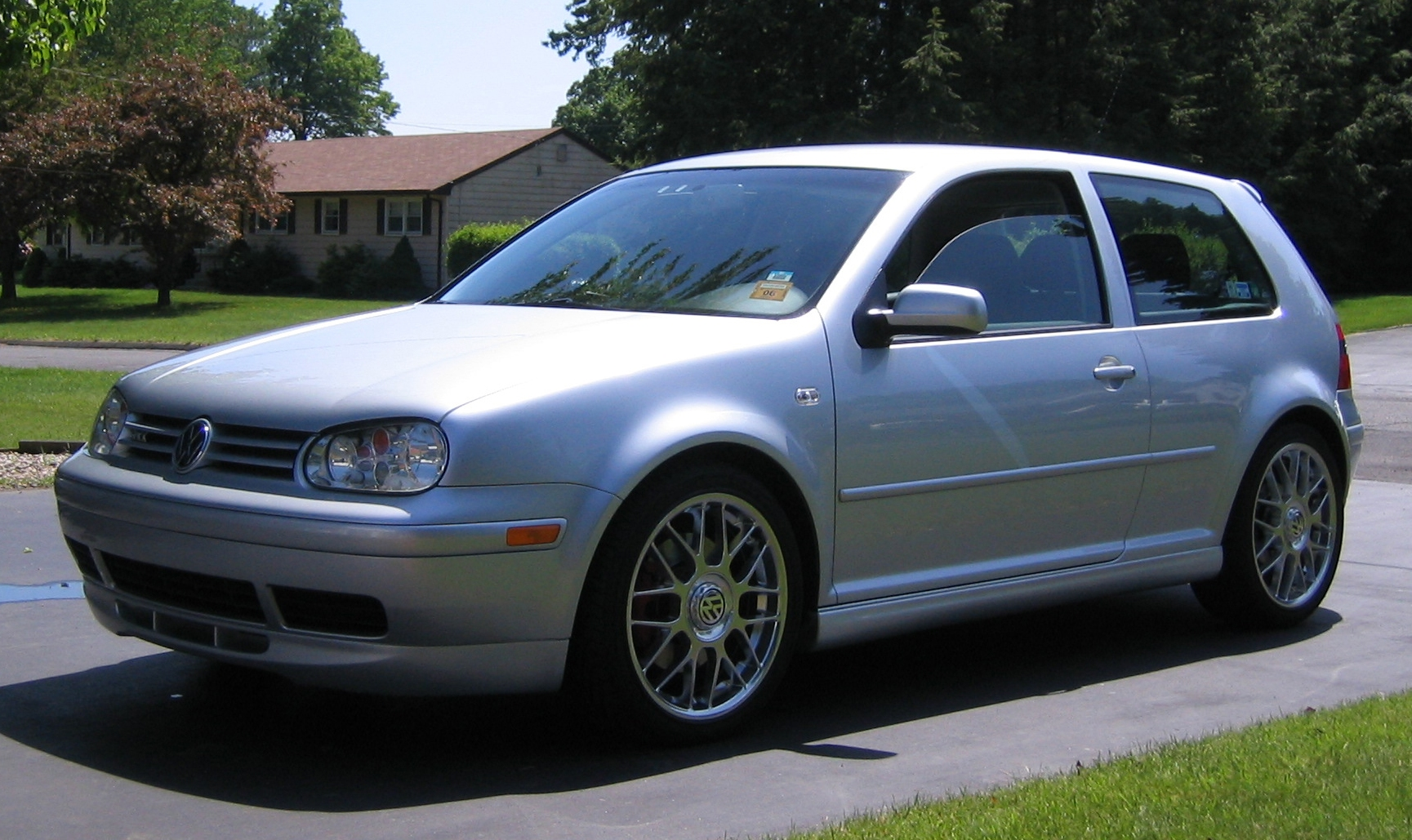
Un Volkswagen GTI 337 año 2002 para los Estados Unidos, prácticamente no presenta cambios respecto al Golf GTI 25 Jahre Edition.

- 1998 Presentación del Golf 4Motion con tracción a las cuatro ruedas adoptando esta nueva denominación debido a la incorporación de un diferencial Torsen. El Golf Cabriolet (que sigue perteneciendo a la tercera generación) es rediseñado para asemejarse al Golf IV. El nuevo Golf Cabriolet está disponible con los motores:
  - 1.6 L (101 CV) a gasolina
  - 1.8 L (75 CV) a gasolina
  - 1.8 L (90 CV) a gasolina
  - 2.0 L (115 CV) a gasolina
  - 1.9 L TDI (90 CV) a diésel
  - 1.9 L TDI (110 CV) a diésel
- 1999 Presentación de los motores motor 1.9 L (115 CV) a diésel y el motor V6 (antes VR6) 2.8 L 24 Válvulas (204 CV) a gasolina. El control de estabilidad (ESP) se convierte en equipo de serie en todas las versiones del Golf. El ya conocido motor 2.0 L 8 Válvulas (115 CV) reemplaza al 1.8 L 20 Válvulas (125 CV). Comienza la producción del Golf IV en la nueva planta de Volkswagen do Brasil en São José dos Pinhais, después de un año de haber sido comercializado este modelo importado desde Alemania.[1] Esta producción está destinada para abastecer a los mercados del continente americano. Aquí se puede poner lo que quiera.
- 2000 Presentación de los motores 1.6 L 16 Válvulas (105 CV), 2.3 L V5 (Antes VR5) 20 Válvulas (170 CV) y el 1.9 L TDI ahora tiene potencias entre 101 y 150 CV; el motor 1.6 L 8V a partir de ahora sólo está disponible con caja de cambios automática. El Golf Cabriolet a partir de ahora sólo está disponible con los motores 2.0 L 115 CV y el 1.9 L TDI 90 CV.

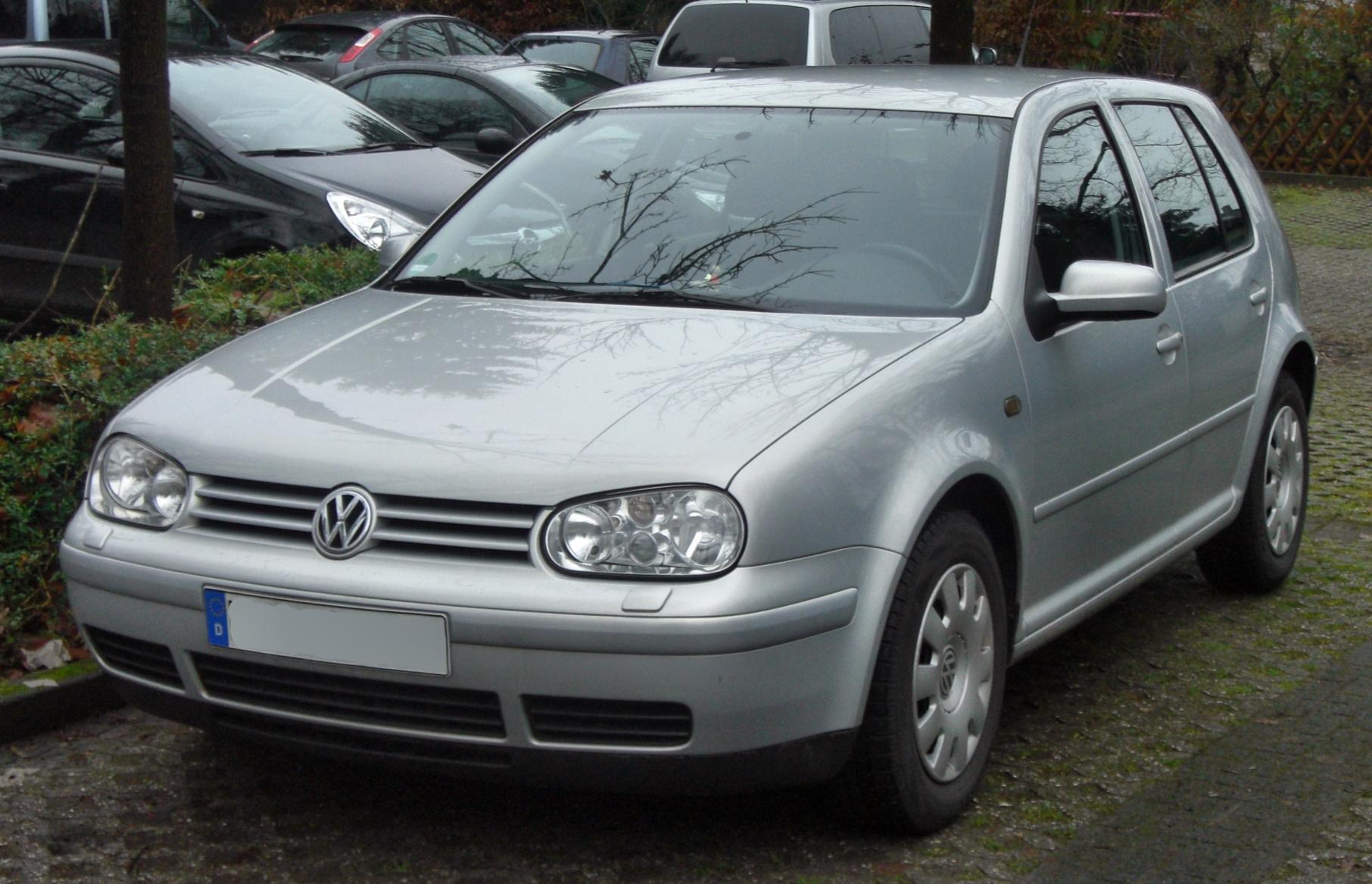
Un Volkswagen Golf Comfortline 2002 (versión europea).

- 2001 Aparece la versión especial conmemorativa 25 Jahre GTI (Golf GTI 25 Aniversario) con un motor 1.8 L 20 Válvulas Turbo (180 CV). El servofreno de emergencia ahora se ofrece de serie.
- 2002 Las bolsas de aire de cortina se ofrecen como equipo de serie. Se presenta el motor 1.6 L . FSI con inyección directa de combustible y 110 CV. También el nuevo Golf R32 se presenta al mercado, entre cuyas caracterxísticas más sobresalientes están el nuevo motor V6 a 15 º 3.2 L con 241 CV. Nueva versión especial Golf Champ, basada en el Golf Base con bolsas de aire de cortina como equipo de serie. Versión especial Golf Pacific basada en el Golf Highline. Nuevo motor que funciona con gasolina y gas natural para el Golf Variant BiFuel. El Golf Cabriolet es descontinuado del mercado.
- 2003 Aparecen las versiones especiales Golf GT Sport y Golf Edition. Termina la producción de los hatchback para los mercados europeos, de los cuales se produjeron en total 4'098,000 unidades. Comienza la producción en China a través de FAW-Volkswagen en la localidad de Changchun.
- 2005 Dos nuevas versiones especiales sobre Golf Variant. Golf Variant Atlantic y Golf Variant Atlantic Style.
- 2007 Se presenta en China el Golf IV con el mismo rediseño frontal del Volkswagen Bora, un nuevo diseño posterior, y un nuevo nombre: Volkswagen Bora HS.
- 2008 En Brasil se presenta un rediseño inspirado en el Golf V y el Polo.

|  |  |  |

### Golf Variant
Al igual que la generación precedente de este modelo, una carrocería de tipo familiar del Golf IV existió entre 1999 y 2006 dentro de la gama de Volkswagen. Este nuevo Golf Variant estuvo disponible con los mismos motores y niveles de equipamiento del hatchback, con las excepciones de los motores con más de 115 CV, y los niveles de equipamiento Golf GTI y Golf V6 4Motion. El Golf Variant con el económico motor TDI fue muy apreciado principalmente como un automóvil de flotillas por muchas empresas.

### Golf GTI
Con la introducción del Golf IV igualmente se introdujo en el mercado una nueva generación del Golf GTI a los distintos mercados. Sin embargo, a diferencia de los modelos anteriores, la reacción del público fue algo más fría debido a que había muchos menos elementos que lo diferenciaran de otras versiones del Golf en comparación con las generaciones anteriores. Exteriormente, resultaba muy similar en su estética a versiones como el Golf Trendline o el Golf Comfortline por lo que su estética resultó muy simple (inclusive los emblemas usaban la misma tipografía de las otras versiones). Para reconocer al nuevo Golf GTI, es por tener ruedas de aleación BBS de 16" tipo panal de dos piezas, y sus detalles de madera de arce en el interior en elementos como el tablero y los reposabrazos. Otra de sus diferencias fue la presencia de butacas delanteras deportivas Recaro como equipo de serie.

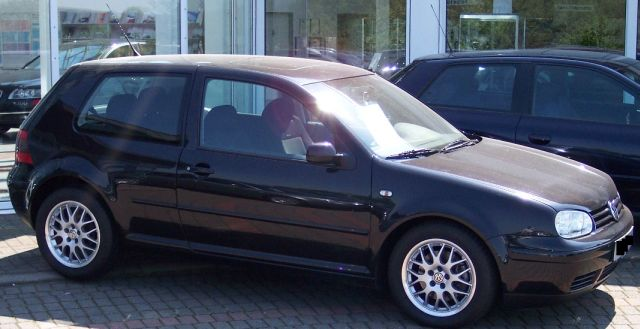
Un Volkswagen Golf GTI 1999 (versión europea).

En 2001 aparece una edición especial: El Golf GTI 25 Aniversario que presenta una diferenciación mayor que los GTI estándar, como un paquete estético exterior compuesto por deflectores y faldones (deflectores en defensa delantera y faldón en la trasera, faldones laterales y deflector de techo pintado al color del auto) y los faros con biseles obscurecidos y ruedas de aleación BBS 18" con acabado pulido. Por otra parte, el interior traía muchos extras como los asientos deportivos Recaro con el logotipo GTI impreso, los detalles y costuras en rojo y el acostumbrado pomo de la palanca de cambios con forma de pelota de golf debidamente actualizado. Existieron algunos equipos opcionales a destacar, como los faros de Xenón, o la tapicería de asientos en piel. La gama de motores fue la más amplia ofrecida en todas las generaciones del Golf GTI entre los que se destacan:
- Golf: 4 cil. 1.9 L 8 Válvulas Turbodiesel 110 CV/81 kW
- Golf: 4 cil. 1.9 L 8 Válvulas Turbodiesel 115 CV/85 kW
- Golf: 4 cil. 1.9 L 8 Válvulas Turbodiesel 130 CV/96 kW
- Golf: 4 cil. 1.9 L 8 Válvulas Turbodiesel 150 CV/110 kW
- Golf: 4 cil. 1.8 L 20 Válvulas 125 CV/90 kW
- Golf: 4 cil. 1.8 L 20 Válvulas Turbo 150 CV/110 kW
- Golf: 4 cil. 1.8 L 20 Válvulas Turbo 180 CV/132 kW (Versión especial conmemorativa "25 Jahre GTI")
- Golf: 4 cil. 1.8 L 20 Válvulas Turbo 180 CV/132 kW
- Golf: 4 cil. 2.0 L 8 Válvulas 115 CV/85 kW
- Golf: V5 2.3 L 10 Válvulas 150 CV/110 kW (anteriormente llamado VR5)
- Golf: V5 2.3 L 20 Válvulas 170 CV/125 kW (anteriormente llamado VR5)

### Golf V6 4Motion
A partir de 1999 se comercializó en los mercados europeos el Golf V6 4Motion, que sustituyó al Golf VR6 Syncro de la tercera generación, al igual que las versiones anteriores su motor es un V6 (en este caso 2.8 L) de ángulo estrecho de 15° cuya novedad ahora era la presencia de doble árbol de levas y 24 válvulas, con lo que el anteriormente conocido como VR6, ahora desarrollaba 204 CV. Igualmente incorporaba el sistema de tracción a las cuatro ruedas 4Motion con su diferencial Haldex. Las cajas de cambio disponibles para esta versión exclusiva son una manual de 6 velocidades y una automática Tiptronic de 5 velocidades.

### Golf R32

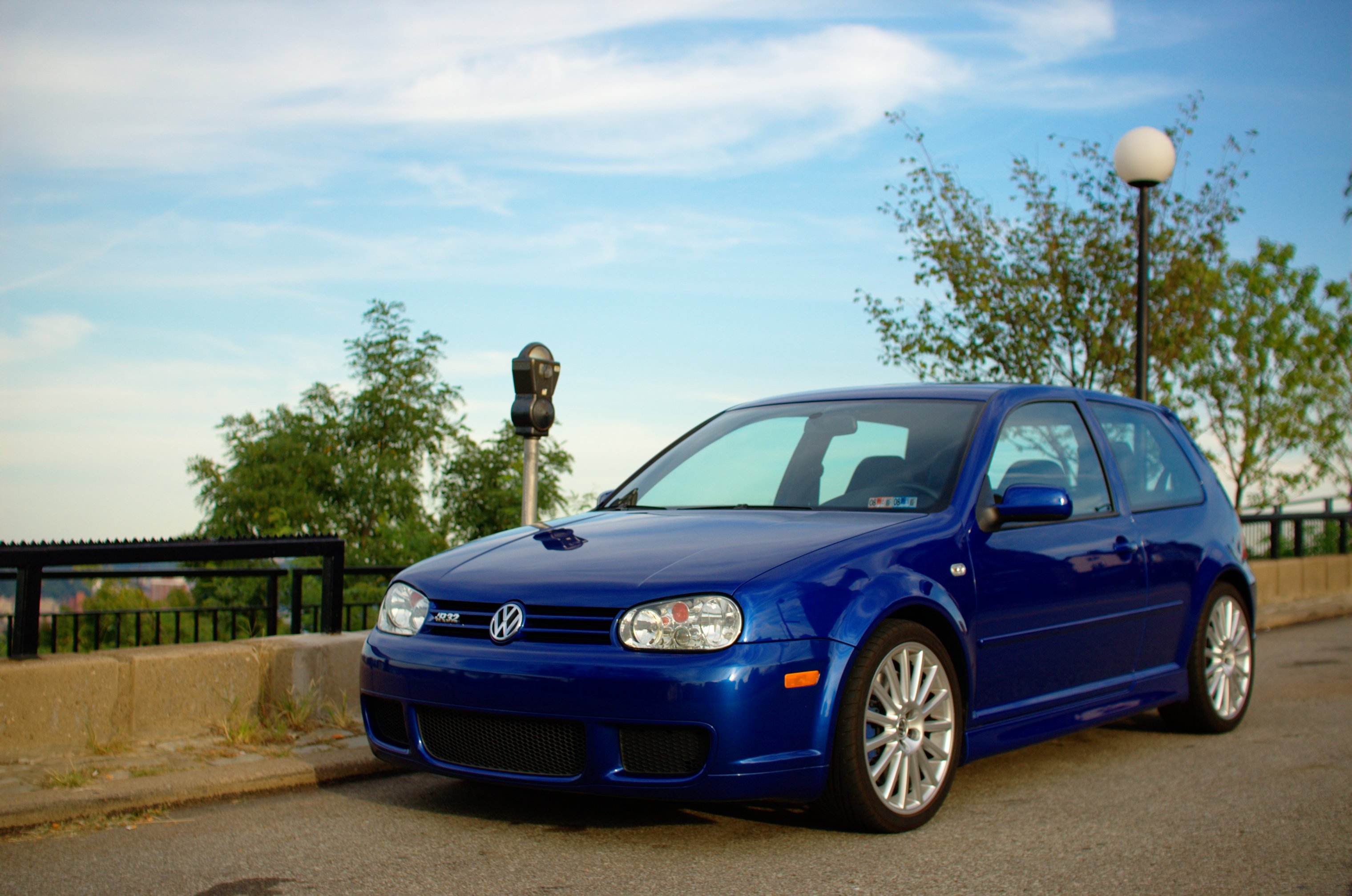
Un Volkswagen Golf R32 2003 con especificaciones para los Estados Unidos.

El Golf R32 fue concebido como una edición limitada de 5.000 unidades del Golf IV. Tras el éxito inicial - la demanda superó ampliamente a la oferta - se decidió continuar con su producción, llegando a las 35,000 unidades. Para 2003 hubo pequeños cambios, como la incorporación de un nuevo parabrisas y un perfil algo distinto para los asientos deportivos. Comienza la producción de las unidades destinadas al mercado de los Estados Unidos (fabricados en México), que se diferenciaban por sus reflejantes laterales, la ausencia de luces de Xenón, y una suspensión más blanda que los modelos destinados a otros mercados.
La letra R es por Reihenmotor, que significa motor transversal, denominación que viene del VR6, en donde la V venía por la V en 15° de los cilindros en una única culata, la R por Reihenmotor y el 6 por el número de cilindros, creado por Volkswagen MotorSport, bloque al que llamaron RACING. El número 32 es por la cilindrada de su motor: 3.2 L. Su potencia es de 241 CV (177 kilovatios) a 6,250 rpm y su par máximo es de 320 Nm a 2,800 rpm. Su aceleración de 0 - 100 km/h (62 millas por hora) es de 6.5 segundos con caja de cambios manual de 6 velocidades, y de 6.4 en el caso de la caja de cambios de doble embrague DSG, también con 6 velocidades. Su velocidad máxima es de 247 km/h (153 millas por hora). Todo esto a la vez que cumple con las normas antipolución EU4.
Entre el equipo de serie del Golf R32 estaban: una suspensión rebajada en 20 mm (0,8 pulgadas), rueda OZ-Aristo de 18 pulgadas (45,7 cm) con neumáticos 225/40, asientos deportivos König, diseñados expresa y únicamente para este modelo, con reposacabezas integrados, tapizados en tela, con opción a piel con alcantara o piel completa, acentos de aluminio en tablero, puertas y pedales, y la tracción 4Motion. Cabe destacar que el Golf R32 fue el primer automóvil de Grupo Volkswagen en montar la caja de cambios de doble embrague robotizada DSG, que posteriormente se generaría a otros modelos y marcas del grupo.
Exteriormente, el Golf R32 se diferencia claramente de otras versiones del Golf IV por las tres grandes tomas de aire en la defensa frontal, faldones laterales profundos y los dos prominentes tubos de escape en la defensa trasera del automóvil, uno cada lado. Entre la gama de colores destaca el color exclusivo de esta versión del Golf llamado DeepBlue perlado, sólo vendido de serie en este modelo. Existía un color más exclusivo que el DeepBlue, que se llamaba "Tornado Red", que no se comercializó en España.

## Motorizaciones
| Periodo                        | 1998-2006               | 1997-2000                                         | 2000-2006                | 1999-2006             | 2001-2006                 | 1998-2006                                         | 1998-2006                                        | 2001-2006                  | 1998-2001                                         | 2001-2006                                         | 2000-2006             | 1996-2000                                                                 | 2000-2006                                                                 | 1999-2006              | 2002-2006                                         |
| Identificación del motor       | AHW, AXP, AKP, APE, BCA | AEH, AKL, APF                                     | AVU, BAH, BFQ            | ATN, AUS, AZD, BCB    | BAD                       | AGN                                               | AGU, ARM, AUM                                    | AUQ                        | APK, AQY                                          | AZJ                                               | AZH                   | AGZ                                                                       | AQN                                                                       | AQP, AUE, BDE          | BFH, BML                                          |
| Tipo de motor                  | L4 16v                  | L4 8v                                             | L4 8v                    | L4 16v                | L4 16v, inyección directa | L4 20v                                            | L4 20v, turbo, intercooler                       | L4 20v, turbo, intercooler | L4 8v                                             | L4 8v                                             | L4 8v                 | VR5 10v                                                                   | VR5 20v                                                                   | VR6 24v                | VR6 24v                                           |
| Diámetro x carrera             | 76.5 mm × 75.6 mm       | 81.0 mm × 77.4 mm                                 | 81.0 mm × 77.4 mm        | 76.5 mm × 86.9 mm     | 76.5 mm × 86.9 mm         | 81.0 mm × 86.4 mm                                 | 81.0 mm × 86.4 mm                                | 81.0 mm × 86.4 mm          | 82.5 mm × 92.8 mm                                 | 82.5 mm × 92.8 mm                                 | 82.5 mm × 92.8 mm     | 81.0 mm × 90.2 mm                                                         | 81.0 mm × 90.2 mm                                                         | 81.0 mm × 90.3 mm      | 84.0 mm × 95.9 mm                                 |
| Cilindrada                     | 1390 cm³                | 1595 cm³                                          | 1595 cm³                 | 1598 cm³              | 1598 cm³                  | 1781 cm³                                          | 1781 cm³                                         | 1781 cm³                   | 1984 cm³                                          | 1984 cm³                                          | 1984 cm³              | 2324 cm³                                                                  | 2324 cm³                                                                  | 2771 cm³               | 3189 cm³                                          |
| Relación de compresión         | 10.5: 1                 | 10.3: 1                                           | 10.3: 1                  | 11.5: 1               | 12.0: 1                   | 10.3: 1                                           | 9.3: 1                                           | 9.5: 1                     | 10.5: 1                                           | 10.3: 1                                           | 10.3: 1               | 10.2: 1                                                                   | 10.8: 1                                                                   | 10.5: 1                | 11.3: 1                                           |
| Potencia máxima: CV (kW) @ rpm | 75 CV (55 kW) @ 5000    | 101 CV (74 kW) @ 5600                             | 102 CV (75 kW) @ 5600    | 105 CV (77 kW) @ 5700 | 110 CV (81 kW) @ 5800     | 125 CV (92 kW) @ 6000                             | 150 CV (110 kW) @ 5700                           | 180 CV (132 kW) @ 5500     | 115 CV (85 kW) @ 5200                             | 115 CV (85 kW) @ 5400                             | 115 CV (85 kW) @ 5400 | 150 CV (110 kW) @ 6000                                                    | 170 CV (125 kW) @ 6200                                                    | 204 CV (150 kW) @ 6200 | 241 CV (177 kW) @ 6250                            |
| Par máximo: Nm @ rpm           | 126-131 Nm @ 3300       | 145 Nm @ 3800                                     | 148 Nm @ 3800            | 148 Nm @ 4500         | 155 Nm @ 4400             | 170 Nm @ 4200                                     | 210 Nm @ 1750-4600                               | 235 Nm @ 1950-5000         | 170 Nm @ 2400                                     | 172 Nm @ 3200                                     | 170 Nm @ 2400         | 205 Nm @ 3200                                                             | 220 Nm @ 3300                                                             | 270 Nm @ 3200          | 320 Nm @ 2800-3200                                |
| Tracción                       | Delantera               | Delantera                                         | Delantera                | Delantera             | Delantera                 | Delantera / Total (4Motion)                       | Delantera                                        | Delantera                  | Delantera                                         | Delantera                                         | Total (4Motion)       | Delantera / Total (4Motion)                                               | Delantera / Total (4Motion)                                               | Total (4Motion)        | Total (4Motion)                                   |
| Transmisión                    | Manual, 5 velocidades   | Manual, 5 velocidades / Automática, 4 velocidades | Automática 4 velocidades | Manual, 5 velocidades | Manual, 5 velocidades     | Manual, 5 velocidades / Automática, 4 velocidades | Manual, 5 velocidades / Automática 5 velocidades | Manual, 6 velocidades      | Manual, 5 velocidades / Automática, 4 velocidades | Manual, 5 velocidades / Automática, 4 velocidades | Manual, 5 velocidades | Manual, 5 velocidades / Manual, 6 velocidades / Automática, 4 velocidades | Manual, 5 velocidades / Manual, 6 velocidades / Automática, 5 velocidades | Manual, 6 velocidades  | Manual, 6 velocidades / Automática, 6 velocidades |
| Aceleración (0-100 km/h)       | 14.0 s                  | 10.9 s                                            | 12.7 s                   | 10.8 s                | 10.6 s                    | 9.9 s                                             | 8.5 s                                            | 7.9 s                      | 10.5 s                                            | 10.5 s                                            | 11.2 s                | 8.8 s                                                                     | 8.2 s                                                                     | 7.1 s                  | 6.6 s                                             |
| Velocidad máxima               | 171 km/h                | 188 km/h                                          | 185 km/h                 | 192 km/h              | 194 km/h                  | 201 km/h                                          | 216 km/h                                         | 222 km/h                   | 195 km/h                                          | 195 km/h                                          | 192 km/h              | 216 km/h                                                                  | 224 km/h                                                                  | 235 km/h               | 247 km/h                                          |
| Consumo combinado (L/100 km/h) | 6.6                     | 7.6                                               | 8.0                      | 6.9                   | 6.2                       | 8.3                                               | 7.8                                              | 8.4                        | 7.9                                               | 7.9                                               | 8.7                   | 9.3                                                                       | 8.7                                                                       | 10.8                   | 11.5                                              |

| Motores diesel                 | Motores diesel           | Motores diesel                                    | Motores diesel                                        | Motores diesel                                        | Motores diesel                                                             | Motores diesel                                                             | Motores diesel                                                             | Motores diesel                                                             | Motores diesel                                                             |
|                                | 1.9 SDI                  | 1.9 TDI                                           | 1.9 TDI                                               | 1.9 TDI                                               | 1.9 TDI                                                                    | 1.9 TDI                                                                    | 1.9 TDI                                                                    | 1.9 TDI                                                                    | 1.9 TDI (GTI)                                                              |
| ------------------------------ | ------------------------ | ------------------------------------------------- | ----------------------------------------------------- | ----------------------------------------------------- | -------------------------------------------------------------------------- | -------------------------------------------------------------------------- | -------------------------------------------------------------------------- | -------------------------------------------------------------------------- | -------------------------------------------------------------------------- |
| Periodo                        | 1998-2006                | 1998-2005                                         | 1998-2005                                             | 1998-2005                                             | 2000-2006                                                                  | 1999-2001                                                                  | 2000-2001                                                                  | 2001-2006                                                                  | 2000-2006                                                                  |
| Identificación del motor       | AGP, AQM                 | AGR                                               | ALH                                                   | AHF, ASV                                              | ATD, AXR                                                                   | AJM                                                                        | AUY                                                                        | ASZ                                                                        | ARL                                                                        |
| Tipo de motor                  | L4 8v, inyección directa | L4 8v, inyección directa, turbo fijo, intercooler | L4 8v, inyección directa, turbo variable, intercooler | L4 8v, inyección directa, turbo variable, intercooler | L4 8v, inyección directa, inyector bomba (PD), turbo variable, intercooler | L4 8v, inyección directa, inyector bomba (PD), turbo variable, intercooler | L4 8v, inyección directa, inyector bomba (PD), turbo variable, intercooler | L4 8v, inyección directa, inyector bomba (PD), turbo variable, intercooler | L4 8v, inyección directa, inyector bomba (PD), turbo variable, intercooler |
| Diámetro x carrera             | 79.5 mm × 95.5 mm        | 79.5 mm × 95.5 mm                                 | 79.5 mm × 95.5 mm                                     | 79.5 mm × 95.5 mm                                     | 79.5 mm × 95.5 mm                                                          | 79.5 mm × 95.5 mm                                                          | 79.5 mm × 95.5 mm                                                          | 79.5 mm × 95.5 mm                                                          | 79.5 mm × 95.5 mm                                                          |
| Cilindrada                     | 1896 cm³                 | 1896 cm³                                          | 1896 cm³                                              | 1896 cm³                                              | 1896 cm³                                                                   | 1896 cm³                                                                   | 1896 cm³                                                                   | 1896 cm³                                                                   | 1896 cm³                                                                   |
| Relación de compresión         | 19.5: 1                  | 19.5: 1                                           | 19.5: 1                                               | 19.5: 1                                               | 19.0: 1                                                                    | 18.0: 1                                                                    | 18.0: 1                                                                    | 19.0: 1                                                                    | 18.5: 1                                                                    |
| Potencia máxima: CV (kW) @ rpm | 68 CV (50 kW) @ 4200     | 90 CV (66 kW) @ 4000                              | 90 CV (66 kW) @ 3750                                  | 110 CV (81 kW) @ 4150                                 | 100 CV (74 kW) @ 4000                                                      | 115 CV (85 kW) @ 4000                                                      | 115 CV (85 kW) @ 4000                                                      | 130 CV (96 kW) @ 4000                                                      | 150 CV (110 kW) @ 4000                                                     |
| Par máximo: Nm @ rpm           | 133 Nm @ 2200-2600       | 210 Nm @ 1900                                     | 210 Nm @ 1900                                         | 235 Nm @ 1900                                         | 240 Nm @ 1800-2400                                                         | 285 Nm @ 1900                                                              | 310 Nm @ 1900                                                              | 310 Nm @ 1900                                                              | 320 Nm @ 1900                                                              |
| Tracción                       | Delantera                | Delantera / Total                                 | Delantera / Total                                     | Delantera                                             | Delantera / Total                                                          | Delantera / Total                                                          | Delantera / Total                                                          | Delantera / Total                                                          | Delantera / Total                                                          |
| Transmisión                    | Manual, 5 velocidades    | Manual, 5 velocidades / Automática, 4 velocidades | Manual, 5 velocidades / Automática, 4 velocidades     | Manual, 5 velocidades / Automática, 4 velocidades     | Manual, 5 velocidades / Automática, 5 velocidades                          | Manual, 5 velocidades                                                      | Manual, 6 velocidades / Automática, 5 velocidades                          | Manual, 6 velocidades / Automática, 5 velocidades                          | Manual, 6 velocidades                                                      |
| Aceleración 0–100 km/h         | 17.2 s                   | 12.4 s                                            | 12.4 s                                                | 10.6 s                                                | 11.3 s                                                                     | 10.3 s                                                                     | 10.3 s                                                                     | 9.6 s                                                                      | 7.3 s                                                                      |
| Velocidad máxima               | 160 km/h                 | 180 km/h                                          | 180 km/h                                              | 193 km/h                                              | 188 km/h                                                                   | 200 km/h                                                                   | 200 km/h                                                                   | 215 km/h                                                                   | 230 km/h                                                                   |
| Consumo combinado (L/100 km/h) | 5.1                      | 4.9                                               | 4.9                                                   | 4.9                                                   | 5.2                                                                        | 5.1                                                                        | 5.1                                                                        | 5.2                                                                        | 5.3                                                                        |

## El Golf en las Américas

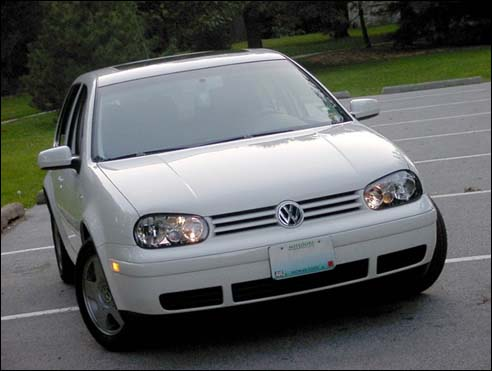
Un Volkswagen Golf GLS 2000 con especificaciones para los Estados Unidos, producido en Brasil.

Para el Golf IV el cambio más destacable en cuanto a su distribución en el continente americano (además del rediseño total ocurrido respecto a la tercera generación), es el cambio de lugar de producción. En la segunda y tercera generación se llevaba a cabo mayormente a través de Volkswagen de México, mientras que para esta nueva generación la producción se traslada a la nueva planta de Volkswagen do Brasil, localizada en São José dos Pinhais, en las inmediaciones de Curitiba, compartiendo las líneas de producción con el Audi A3 y los Volkswagen Fox.

### Brasil (1998-2014)
El Golf IV se presenta en octubre de 1998 en Brasil importado desde Alemania con los motores 1.6 L 101 CV, 2.0 L 115 CV para las versiones de 5 puertas y el motor 1.8 L 20 Válvulas y 150 CV para el Golf GTI. Un año después todas estas variantes pasarían a ser de manufactura nacional, al lado del Audi A3. Pronto comenzarían las exportaciones de este modelo a prácticamente todos los países del continente americano, incluyendo Estados Unidos y Canadá que son mercados sumamente exigentes.
El Golf ha continuado produciéndose sin mayores cambios hasta el 2007, cuando (presumiblemente por los altos costos que implicaría la producción del Golf V), se optó por mantener vigente al Golf IV practicándole un rediseño que afecta a la parte frontal (con uno nuevo inspirado en el Polo) y a la parte posterior (ésta inspirada en el Golf V). Mecánicamente, el cambio más apreciable es la substitución de la caja de cambios automática de 4 velocidades, por la caja Tiptronic de 6 velocidades, estrenada en 2003 en el New Beetle Cabiolet.
En lo que respecta al mercado brasileño, el Golf IV se ofrecía con los motores disponibles (1.6, 2.0 y 1.8T), de los cuales, el 1.6 L 101 CV y el 2.0 L 115 CV, tenían la tecnología Total Flex, mientras el 1.8 T 180 CV funciona solamente con gasolina. Los dos últimos motores se ofrecían con la caja automática Tiptronic de 6 velocidades de forma opcional en las versiones "Golf Comfortline" y "Golf GTI". El resto de las versiones, "Golf" y "Golf Tech" sólo se comercializaban con caja de cambios manual. El modelo se dejó de fabricar en Brasil en 2014.

### Estados Unidos (2000-2005)

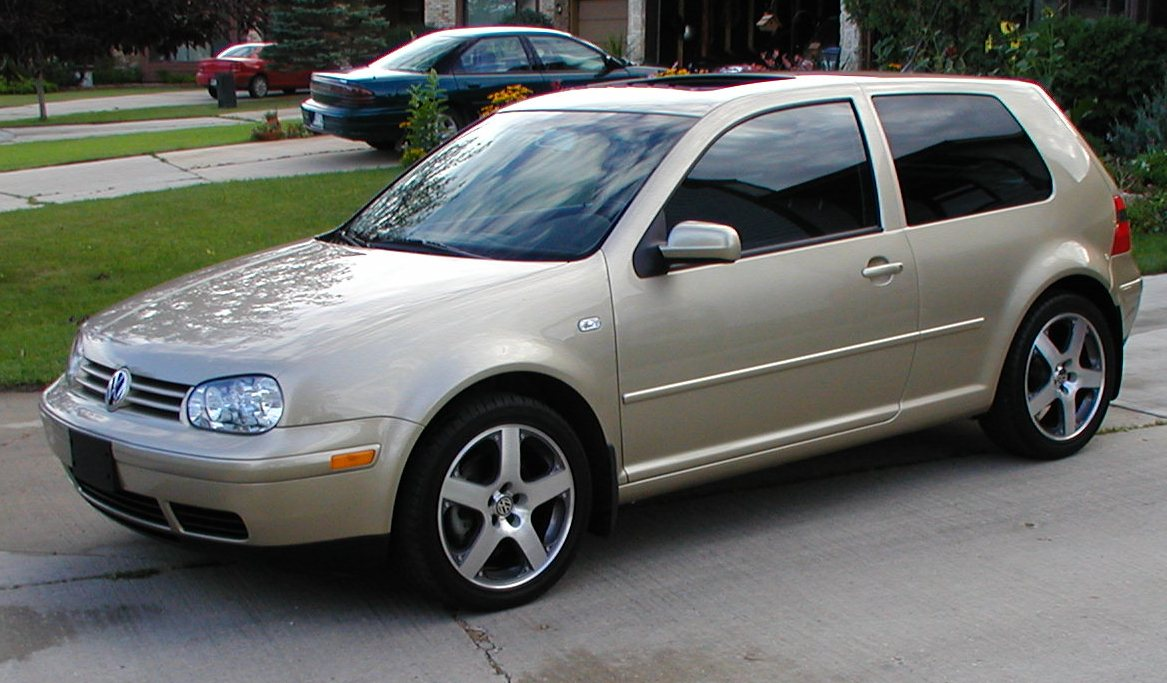
Un Volkswagen GTI 2001 con especificaciones para los Estados Unidos.

El Golf IV fue introducido en los Estados Unidos comenzando el tercer trimestre de 1999. Los motores disponibles para este mercado son el 2.0 L 115 CV a gasolina, y el 1.9 L TDI 90 CV que destacaba por sus cifras de consumo muy contenidas (48 millas por galón). Este último se ganó muy pronto una reputación por su buen nivel de par motor a bajas revoluciones y por poder operar con combustibles alternativos. Un motor 1.8 L 20 válvulas 150 CV y un VR6 (que a diferencia de los mercados europeos, conservó dicha denominación para los mercados de América del Norte)) 2.8 L 174 CV se introdujeron al año siguiente. Este Golf se comercializó en las versiones "Golf", "Golf GL" y "Golf GLS".

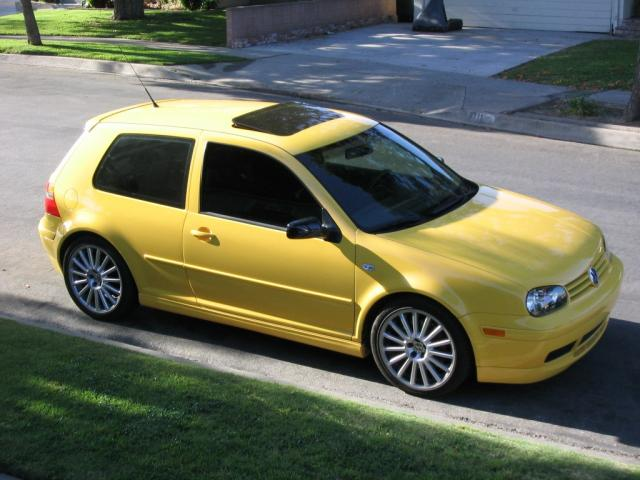
Un Volkswagen GTI 20th Anniversary Edition 2003 que conmemora el 20 aniversario de la versión GTI en los Estados Unidos.

En el caso del Volkswagen GTI (para los Estados Unidos es considerado un modelo aparte del Golf), inicialmente se comercializó con el motor 2.0 L, sin embargo, fue reemplazado por los motores 1.8 Turbo 20 Válvulas y el VR6. Para el modelo 2002, el VR6 adopta la cabeza de 24 válvulas con 204 CV de potencia como equipo opcional. En ese año se lanza el "Volkswagen GTI 337" disponible únicamente en color Plata Reflex, que adopta el motor de 180 CV, y el terminado visto un año antes en el Golf GTI 25 Jahre alemán, esta edición estuvo limitada a 1.500 unidades importadas desde Alemania. En 2003, se lanza el "Volkswagen GTI 20th Anniversary Edition" que como su nombre indica, conmemora el vigésimo aniversario de la introducción del primer GTI (el Rabbit GTI) en los Estados Unidos, al igual que el "GTI 337", toma el motor de 180 CV, al interior tiene asientos deportivos en tela y piel con leyenda GTI, acentos de aluminio al interior, placa especial numerada, ruedas de aleación de 18" (compartidas con el "Golf R32"), y disponibilidad en tres colores. Azul Jazz perlado, Amarillo Imola, y Negro Mágico perlado. Esta edición tuvo una producción limitada a 4.000 unidades.

### Canadá (2000-2010)

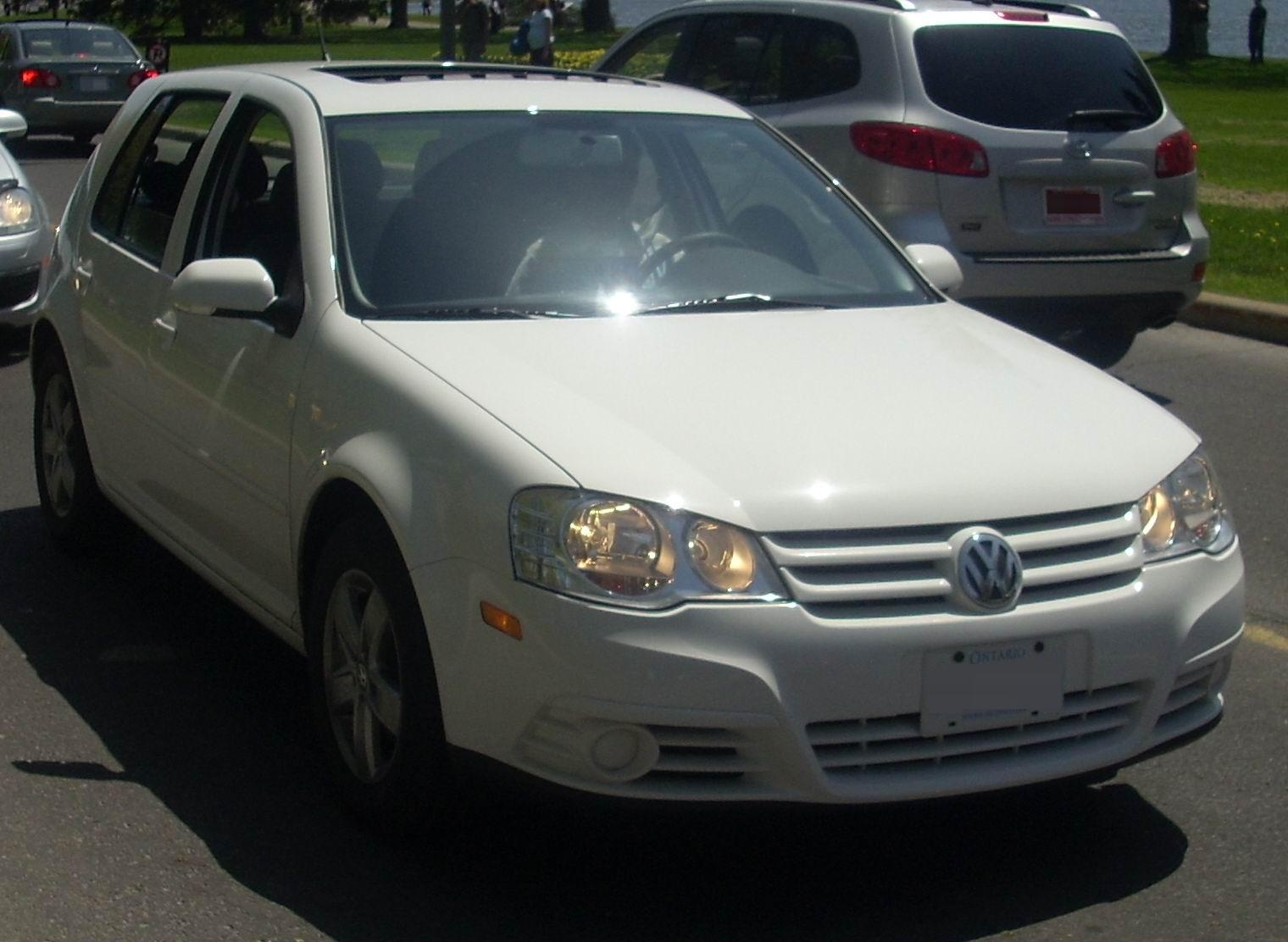
Un Volkswagen City Golf 2008. En la imagen se muestra el rediseño frontal de 2006 en Brasil.

En Canadá el Golf por lo general se ha sujetado a los lineamientos del mercado estadounidense, con algunas excepciones. En el caso específico del Golf IV, este fue totalmente reemplazado en dicho mercado por el nuevo Rabbit, mientras que en el mercado canadiense se decidió una solución propia que igualmente aplica al Jetta IV. Esta consiste en la comercialización de la quinta generación de estos modelos, dejando a la cuarta como versiones de entrada, a un precio claramente inferior. Estas nuevas versiones de entrada se denominan City Golf (no confundir con el Citi Golf que se comercializa en Sudáfrica) o City Jetta.
Este City Golf recibe en 2007 el rediseño hecho en Brasil, al igual que el resto de los Golf IV comercializados en el continente americano. Este modelo se comercializa en un solo nivel de equipamiento, equivalente al del Golf básico anterior, con el motor 2.0 L 115 CV y con una caja de cambios manual de 5 velocidades, o la automática Tiptronic de 6 velocidades, únicamente con carrocería de 5 puertas.

### México (2000-2007)
La cuarta generación del Golf es introducida en México a finales de 1999 (para ser más exactos en noviembre) pero, ya como modelo “2000”. 
El cambio más importante para este Golf no sólo fue su respectivo cambio de generación, sino que también se cambió la Fábrica de origen; esto último se debió al éxito de las unidades mexicanas de la tercera generación en el Mercosur, por esta razón se decide producir el Golf IV con carrocería hatchback en Brasil, mientras que la producción del Jetta se concentraría en la planta mexicana. Inicialmente el "Golf GTI" se importa desde Alemania, con el motor 2.0 L y 115HP
Se introducen en 3 versiones de 5 puertas ("Golf Base", "Golf paquete Comfort" y "Golf paquete Lujo") con motor 2.0 L de 115HP. A partir de 2001 se introduce el "Golf GTI 1.8T" con motor 4 cil. 1.8 L 20V Turbo y 150HP vendiéndose simultáneamente con el "Golf GTI 2.0" (que a partir de ahora se importaría igualmente desde Brasil, sustituyendo a la producción alemana). En 2003 se renombran los niveles de equipamiento a "Golf Europa", "Golf Trendline" y "Golf Comfortline" respectivamente. En cuanto al "Golf GTI", el motor 1.8 L 20 Válvulas Turbo 180 CV reemplaza a las dos variantes anteriores. Durante 2004 se importaron desde Alemania 50 unidades del "Golf R32" sin cambios respecto al comercializado en los mercados europeos a un precio de USD. 38.000 por unidad. 
Para 2006, la gama del Golf en México se reduce a una sola versión llamada "Europa", siendo muy poco atractiva para el consumidor mexicano debido a su reducido nivel de equipamiento, (la única opción de Equipo disponible era la doble Bolsa de Aire para conductor y pasajero junto con el Sistema de Frenos ABS), el Golf de cuarta generación se vende por última vez en México en 2007 (con las mismas características del modelo 2006), desapareciendo silenciosamente de los concesionarios en ese mismo año. 
Las razones de su desaparición del mercado mexicano fue la masiva caída en ventas debido a la preferencia del consumidor mexicano por el Jetta producido localmente.

### Otros mercados de América Latina
Como se menciona arriba, se presenta el Golf IV en agosto de 2005 con un rediseño concebido por Volkswagen do Brasil el cual causó controversia por múltiples fallos en el sistema ABS, al tiempo que se descontinúa su comercialización, y de acuerdo con las condiciones específicas de cada mercado, de países como México, Colombia, Venezuela, y los países de América Central continental, mientras que el Golf IV continúa con su comercialización en algunos países de Sudamérica como Bolivia, y Ecuador.
En el resto de los países de América Latina se comercializan en la actualidad el Golf VI GTI y a la Golf Variant (aunque generalmente se ubica como la versión familiar del Jetta) como únicos representantes de la gama Golf. En Brasil se comercializa únicamente la Variant como "Jetta Variant", mientras que en Venezuela no se comercializa en absoluto el Volkswagen Golf.